# 113-й меридіан східної довготи
113-й меридіан східної довготи — лінія довготи, що лежить на 113 градусів східніше Гринвіцького меридіана. Вона проходить від Північного полюса через Північний Льодовитий океан, Азію, Індійський океан, Австралазію, Південний океан та Антарктиду до Південного полюса.
113-й меридіан східної довготи формує велике коло разом із 67-мим меридіаном західної довготи.

## Список географічних об'єктів, що перетинає 113° сх. д.
Починаючи на Північному полюсі та рухаючись до Південного полюса, 113-й меридіан східної довготи проходить через:
| Координати                                                   | Країна, територія або море | Примітки |
| ------------------------------------------------------------ | -------------------------- | --- |
| 90°0′ пн. ш. 113°0′ сх. д. / 90.000° пн. ш. 113.000° сх. д.  | Північний Льодовитий океан | |
| 79°10′ пн. ш. 113°0′ сх. д. / 79.167° пн. ш. 113.000° сх. д. | Море Лаптєвих              | |
| 76°14′ пн. ш. 113°0′ сх. д. / 76.233° пн. ш. 113.000° сх. д. | Росія                      | Проходить через півострів Таймир |
| 75°1′ пн. ш. 113°0′ сх. д. / 75.017° пн. ш. 113.000° сх. д.  | Море Лаптєвих              | |
| 74°31′ пн. ш. 113°0′ сх. д. / 74.517° пн. ш. 113.000° сх. д. | Росія                      | Проходить через острів Великий Бегічів |
| 74°11′ пн. ш. 113°0′ сх. д. / 74.183° пн. ш. 113.000° сх. д. | Море Лаптєвих              | |
| 73°54′ пн. ш. 113°0′ сх. д. / 73.900° пн. ш. 113.000° сх. д. | Росія                      | |
| 49°36′ пн. ш. 113°0′ сх. д. / 49.600° пн. ш. 113.000° сх. д. | Монголія                   | |
| 44°50′ пн. ш. 113°0′ сх. д. / 44.833° пн. ш. 113.000° сх. д. | КНР                        | Внутрішня Монголія — проходить східніше Хух-Хото Шаньсі Хенань Хубей Хунань — приблизно на 7 км Хунань — проходить східніше Чанши Гуандун — приблизно на 13 км Хунань — приблизно на 6 км Гуандун — приблизно на 9 км Хунань — приблизно на 4 км Гуандун |
| 21°56′ пн. ш. 113°0′ сх. д. / 21.933° пн. ш. 113.000° сх. д. | Південнокитайське море     | Проходить через спірні Парасельські острови Проходить через спірні острови Спратлі |
| 3°10′ пн. ш. 113°0′ сх. д. / 3.167° пн. ш. 113.000° сх. д.   | Малайзія                   | Проходить через острів Калімантан Саравак |
| 1°34′ пн. ш. 113°0′ сх. д. / 1.567° пн. ш. 113.000° сх. д.   | Індонезія                  | Проходить через острів Калімантан Західний Калімантан — приблизно на 13 км |
| 1°27′ пн. ш. 113°0′ сх. д. / 1.450° пн. ш. 113.000° сх. д.   | Малайзія                   | Проходить через острів Калімантан Саравак — приблизно на 5 км |
| 1°24′ пн. ш. 113°0′ сх. д. / 1.400° пн. ш. 113.000° сх. д.   | Індонезія                  | Проходить через острів Калімантан Західний Калімантан Центральний Калімантан |
| 3°10′ пд. ш. 113°0′ сх. д. / 3.167° пд. ш. 113.000° сх. д.   | Яванське море              | |
| 6°53′ пд. ш. 113°0′ сх. д. / 6.883° пд. ш. 113.000° сх. д.   | Індонезія                  | Проходить через острів Мадура |
| 7°13′ пд. ш. 113°0′ сх. д. / 7.217° пд. ш. 113.000° сх. д.   | Мадурська протока[en]      | |
| 7°39′ пд. ш. 113°0′ сх. д. / 7.650° пд. ш. 113.000° сх. д.   | Індонезія                  | Проходить через острів Ява |
| 8°19′ пд. ш. 113°0′ сх. д. / 8.317° пд. ш. 113.000° сх. д.   | Індійський океан           | Проходить західніше островів Берньє[en] та Дорре[en], Західна Австралія, Австралія |
| 25°31′ пд. ш. 113°0′ сх. д. / 25.517° пд. ш. 113.000° сх. д. | Австралія                  | Західна Австралія — проходить через острів Дерк-Хартог |
| 25°51′ пд. ш. 113°0′ сх. д. / 25.850° пд. ш. 113.000° сх. д. | Індійський океан           | |
| 60°0′ пд. ш. 113°0′ сх. д. / 60.000° пд. ш. 113.000° сх. д.  | Південний океан            | |
| 65°44′ пд. ш. 113°0′ сх. д. / 65.733° пд. ш. 113.000° сх. д. | Антарктида                 | Проходить через Австралійську антарктичну територію (претендує Австралія) |